# Shibganj Upazila, Bogra
Shibganj är ett underdistrikt i Bangladesh. Det ligger i den nordvästra delen av landet, 180 km nordväst om huvudstaden Dhaka.
Trakten runt Shibganj består till största delen av jordbruksmark. Runt Shibganj är det mycket tätbefolkat, med 1 517 invånare per kvadratkilometer.